# Пси⁶ Возничего
Пси⁶ Возничего (лат. ψ⁶ Aurigae), 57 Возничего (лат. 57 Aurigae), HD 48781 — двойная звезда в созвездии Возничего на расстоянии приблизительно 425 световых лет (около 130 парсеков) от Солнца. Видимая звёздная величина звезды — +5,216m. Возраст звезды оценивается как около 1,55 млрд лет. Орбитальный период — около 5996 суток (16,416 лет).

## Характеристики
Первый компонент — оранжевый гигант спектрального класса K0,5III. Масса — около 2,02 солнечных, радиус — около 17,72 солнечных, светимость — около 123,4 солнечных. Эффективная температура — около 4574 К.